# توريده (إيباراكي)
توريده (باليابانية: 取手市 توريده-شي) هي مدينة تقع في محافظة إيباراكي، اليابان. تأسست المدينة في 1 أكتوبر 1970.

## توأمة
لتوريده (إيباراكي) اتفاقيات توأمة مع:
- يوبا سيتي

## أعلام
- كينتو فوكودا
- ماساكي إييدا
- ناوكي واكو
- ماكيكو ويوشيما

## وصلات خارجية
- موقع بلدية توريده